# Domácí násilí: Game over
Domácí násilí: Game over je česká freeware adventurní počítačová hra s tematikou domácího násilí a simulací milostného vztahu z roku 2003, kterou vyvinula společnost Centauri Production a vydalo Ministerstvo práce a sociálních věcí ČR.

## Hratelnost
Hra byla inspirována hrou The Sims. Hráči si vyberou, jak budou vypadat jejich dvě hlavní postavy, a poté dostanou padesát tisíc korun na návrh svého domova. V rámci hry hráč řídí životy manželského páru a zároveň udržuje pevnost jejich vztahu. Odkládání nebo zanedbávání plnění přání a potřeb manžela vede k domácímu násilí, rozchodu páru a konci hry.

## Vývoj
Hra vznikla na objednávku Ministerstva práce a sociálních věcí ČR, aby podpořila informační kampaň proti domácímu násilí mezi mládeží ve věku 15–25 let. Na kampaň proti domácímu násilí bylo z vládního rozpočtu vyčleněno celkem 3,4 milionu korun, z toho 1,4 milionu na tvorbu materiálů a 2 miliony na jejich distribuci. Kromě hry byly pro kampaň vytvořeny také reklamy a spoty, které se objevily v kinech, propagačních letácích, billboardech a brožurách. Pro vývoj hry byla vybrána společnost Centauri Production, která pracovala na pokračování populární adventurní série Gooka. Vývojáři použili stejný engine CPAL3D, který použili při tvorbě Gooka 2.

### Vzdělávací cíle
Účelem hry je naučit hráče vzájemné toleranci, porozumění a řešení problémů nenásilnou formou v milostnému páru. Podle stránky Doupě.cz se jedná o první pokus českých politiků změnit veřejné mínění a chování formou počítačové hry. Název hry „Game over“ je podle stránky Games.cz metaforou, která představuje ztrátu spokojenosti a dokonce i života, kterou může způsobit domácí násilí.

## Hodnocení
V recenzi ze Hrej.cz se píše, že lepší freewarový klon hry The Sims nelze najít. Bonusweb.cz uvedl, že 3D engine hry je těžkopádný a občas hru zpomaluje.
Český časopis Score zařadil Domácí násilí: Game over na 40. místo v žebříčku „100 nejlepších freeware her“.